# Биак (народ)
Биа́к (биакцы, биак-нумфор, нумфор, нуфор, мафор; самоназвание — biak; индон. Orang Biak) — один из западноновогвинейских народов в Восточной Индонезии (округ Биак-Нумфор провинции Папуа: острова Биак, Нумфор и др. в заливе Чендравасих у северо-западного побережья о. Новая Гвинея). Числ. 41,2 тыс. чел. (2003, оценка).
Язык — биакский западно-новогвинейской ветви австронезийской семьи, два наречия — собственно биак и нумфор, включающие много диалектов. Письменность на основе латинской графики. Распространён индонезийский язык. По религии — протестанты.
Традиционное занятия — рыболовство, морские промыслы, мореходство, судостроение, торговля. Контролировали торговые связи на северо-западе Новой Гвинеи, были известны как пираты. Традиционные ремёсла — кузнечное, ювелирное. Современные биак заняты в промышленности и сфере обслуживания, на нефтепромыслах; формируется интеллигенция. Доминируют в общественно-политической жизни провинции Папуа. Традиционные поселения — линейной планировки, дома на высоких сваях стоят в полосе прилива, сообщение между ними — на лодках; одежда — из тапы, пища — рыба, саго (выменивается у соседей на рыбу, оружие и др.). Развита мифология, сохраняется героический эпос о плаваниях предков биакцев «Факок и Пасреф».